# Erwin (Tennessee)
Erwin település az Amerikai Egyesült Államok Tennessee államában, Unicoi megyében, melynek megyeszékhelye is. Lakosainak száma 6083 fő (2020. április 1.).

## Népesség
A település népességének változása:

| 2010 | 6 097 |
| 2020 | 6 083 |